# Відмінок

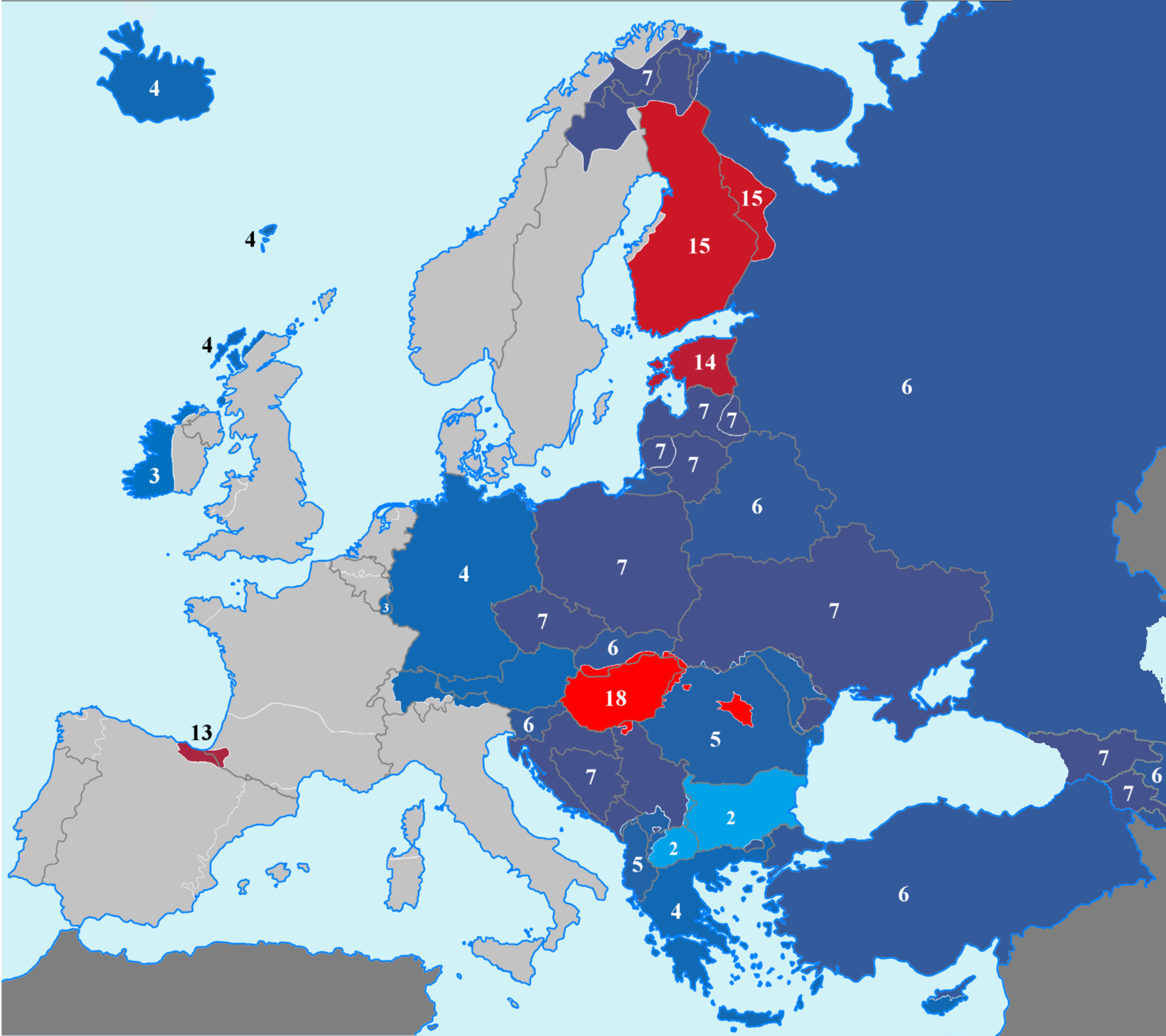
Кількість відмінків у мовах країн Європи

Відмі́нок — граматична словозмінна категорія, характерна для іменних частин мови (іменника, прикметника, числівника, займенника). Відмінок як категорія також притаманний дієприкметнику (особлива форма дієслова, яка поєднує ознаки і дієслова, і прикметника). Відмінок служить для вираження синтаксичних відношень між словами в реченні. Головним засобом вираження відмінкових значень є фле́ксія. Категорія відмінка характеризує флективні мови. Так, змінювання синтаксичних відношень слова «книга» у реченнях «Книга — джерело знань», «Петро купив гарну книгу», «Усі полиці завалено книгами» є змінюванням слова «книга» за відмінками, або відмінюванням. Наявність у тій чи іншій мові категорії відмінка свідчить про синтетизм цієї мови. Утім, низка лінгвістів вважає за доцільне говорити про так званий аналітичний відмінок. Терміном відмінок також позначають окрему грамему цієї категорії, тобто конкретний відмінок (називний, родовий тощо).

## Загальна характеристика
Граматично відмінок означає зміну форми імені через додавання або змінювання відмінкового закінчення (у флективних мовах) (напр. укр. вікно — вікна, лат. schola «школа» — scholam «школу») або спеціального афікса (в аглютинативних мовах) (напр. фін. Suomi «Фінляндія», Suomelle «до Фінляндії», Suometta «без Фінляндії»; крим. Qırım «Крим», Qırımğa «до Криму», Qırımda «у Криму»; тат. Татарстан «Татарстан», Татарстанга «до Татарстану», Татарстанда «у Татарстані»).
У деяких мовах світу існує по кільканадцять відмінків — як, наприклад, у фінській або угорській. Ці відмінки зазвичай перекладаються українською за допомогою іменників у відповідному відмінку з прийменником: фінський відмінок комітатив — Naapurimme tuli vaimoinensa ja lapsinensa «наш сусід прийшов із жінкою та дитиною».
За вживання з прийменниками, відмінки втрачають свої первісні синтаксичні значення та набувають нових. Порівняймо вживання знахідного відмінка: «Я знайшов книгу (кого? що?)» та «Я поклав гроші в книгу (логічно тут питання куди?, але формально в що?)».

## Відмінювання
Змінювання слів за відмінками називається відмінюванням. Відмінкове відмінювання слід відрізняти від дієслівного, яке визначається особою.

## Ієрархія відмінків
Відмінки можна розташувати в такому ієрархічному порядку, де відсутність якогось відмінка в мові часто розуміє під собою відсутність наступних у ряду відмінків:
номінатив → акузатив (або ергатив) → генетив → датив → локатив (або препозиціоналіс) → аблатив (і/або інструментал) → інші.
У цього правила є чимало винятків. Низка середньонімецьких діалектів, такі як кельнський і люксембурзька мова, не мають генетива, але мають датив. В ірландській мові іменники не розрізнюють форм номінатива й акузатива, але зберігається розрізнення форм датива і локатива в парадигмах деяких слів; також у ній існують генетив і вокатив. У мові пенджабі акузатив, генетив і датив злилися в один непрямий відмінок, але збереглися вокатив, локатив і аблатив. Давньоанглійська мова мала інструментал, але не мала локатива або препозиціоналіса.

## Лінгвістична типологія
- Мови номінативного ладу — засновані на протиставленні називного відмінка (номінатива) і знахідного (акузатива). Дієслово узгоджується з агенсом, який стоїть в називному відмінку.
- Мови ергативного ладу — засновані на протиставленні ергатива й абсолютива.
- Мови ергативно-акузативного ладу — мають різні системи для перехідних і неперехідних дієслів. Для перехідних агенс стоїть в ергативі, пацієнс — в акузитиві. Для неперехідних дієслів використовується особливий відмінок — інтранзитив.
- Мови активного ладу
- Мови австронезійського ладу

## Відмінок в індоєвропейських мовах
Праіндоєвропейська мова мала вісім відмінків: називний, родовий, давальний, знахідний, відкладний, орудний, місцевий і кличний. У процесі історичного розвитку різних індоєвропейських мов відбулося спрощення відмінкової системи, деякі відмінки втратилися або злилися з близькими за значенням. Жодна з сучасних індоєвропейських мов не зберегла всіх праіндоєвропейських відмінків, а в деяких система відмінювання імен взагалі зникла.
| Відмінок               | Функція                                            | Приклад                                    | Питальне слово           | Примітки                                      |
| ---------------------- | -------------------------------------------------- | ------------------------------------------ | ------------------------ | --------------------------------------------- |
| Називний Nominativus   | Позначає підмет у реченні                          | друг, стіл                                 | (Є) Хто? Що?             |                                               |
| Родовий Genetivus      | Позначає приналежність, посідання                  | друга, стола/столу                         | (Немає) Кого? Чого?      |                                               |
| Відкладний Ablativus   | Позначає місце, від якого йде рух                  | лат. ab horto («від саду»)                 | Від кого? Від чого?      | У слов'янських мовах зник, злившись з родовим |
| Давальний Dativus      | Позначає непрямий додаток                          | другу (другові), столу (столові)           | (Даю) Кому? Чому?        |                                               |
| Знахідний Accusativus  | Позначає прямий додаток                            | друга, стіл                                | (Бачу) Кого? Що?         |                                               |
| Орудний Instrumentalis | Позначає знаряддя або учасника опосередкованої дії | другом, столом                             | (Пишаюся) Ким? Чим?      | У латині зник, злившись з відкладним          |
| Місцевий Locativus     | Позначає місцерозташування                         | на другу (на другові), на столі (на столу) | (Стою) На кому? На чому? | У латині зник, злившись з відкладним          |
| Кличний Vocativus      | Вживається для звертання                           | друже, столе                               | (Звертання) —            |                                               |

## Класифікація відмінків
У всіх мовах світу відомо понад 70 різних відмінків, але в жодній окремо взятій мові їх число не перевищує трьох десятків. Відмінки можна поділити на окремі групи, залежно від їхньої функції: часово-місцеві, відмінки морфосинтактичного ладу, відношень, стану, семантичні.

## Відмінки в українській мові
Українська мова має сім відмінків: називний, родовий, давальний, знахідний, орудний, місцевий та кличний. Інші слов'янські мови мають або ті ж сім відмінків (польська, чеська, сербська) або ж шість (російська (у російській мові немає кличного відмінка), словацька). Зі слов'янських мов відмінки відсутні в (болгарській мові), яка має аналітичну будову. Відмінки відсутні у більшості європейських мов (крім німецької та ісландської, в яких по чотири відмінки), а в англійській та скандинавських мовах формально існують лише прямий (називний) та родовий відмінки.
В українській мові відмінок прикметника, займенника, числівника завжди узгоджуються з відмінком іменника, до якого вони належать: Мисливець вийшов на полювання зі своїми двома вірними псами (займенник «свій», числівник «два», прикметник «вірний» узгоджуються з орудним відмінком іменника «пес» («пси» у множині). Таким чином, для іменника категорія відмінка є самостійною, незалежною, а для прикметника, числівника, займенника та дієприкметника — несамостійною, залежною.
В українській мові сім відмінків, які поділяють на прямі (називний, кличний) та непрямі (родовий, давальний, знахідний, орудний, місцевий).
| Назва     | Питання                  | Приклад  |
| --------- | ------------------------ | -------- |
| Називний  | (Є) Хто? Що?             | книга    |
| Родовий   | (Немає) Кого? Чого?      | книги    |
| Давальний | (Даю) Кому? Чому?        | книзі    |
| Знахідний | (Бачу) Кого? Що?         | книгу    |
| Орудний   | (Пишаюся) Ким? Чим?      | книгою   |
| Місцевий  | (Стою) На кому? На чому? | на книзі |
| Кличний   | (Звертання) —            | книго    |

### Іншомовні назви
Крім українських назв відмінків, у спеціальній літературі ще можна зустріти дублетні варіанти латинського походження, а саме: номінати́в (називний), геніти́в (родовий), дати́в (давальний), акузати́в (знахідний), інструмента́ліс (орудний), локати́в (місцевий), вокати́в (кличний).

### Мнемоніка
Мнемоніка для відмінків української мови:
- «Народив Роман Дитину, Зрубав Очеретину, М'ячик Кинув»
- «Назвав Роман Дитину Зайцем, Орав Маленьким Капцем»
- «Наша Рая Добре Знає Оцю Мову Калинову»